# Myrddin Fardd
Myrddin Fardd (1835 – 27. července 1921) byl velšský spisovatel. Jmenoval se John Jones, ale svá díla publikoval pod bardským jménem Myrddin Fardd (Myrddin je velšsky Merlin, Fardd je bard či básník). Narodil se ve vesnici Llangian na severozápadě Walesu. Pokřtěn byl dne 8. září 1835 ve zdejším kostele. Jeho bratr Owen Jones, známý pod bardským jménem Manoethwy, byl spisovatelem a učitelem. Myrddin Fardd řadu let pracoval jako kovář. Svá díla psal velšsky. Psal jak prózu, tak i poezii. Zemřel v roce 1921 ve věku 85 let ve vesnici Chwilog, kde byl také pohřben.

## Dílo
- Golygawd o Ben Carreg yr Imbill, Gerllaw Pwllheli (1858)
- Adgof Uwch Anghof (1883)
- Gleanings from God's Acre (1903)
- Cynfeirdd Lleyn (1905)
- Gwerin-Eiriau Sir Gaernarfon (1907)
- Llên Gwerin Sir Gaernarfon (1908)
- Enwogion Sir Gaernarfon (1922)